# Pseudobrephos costiplaga
Pseudobrephos costiplaga là một loài bướm đêm trong họ Geometridae.